# Кусима
Кусима (яп. 串間市 Кусима-си) — город в Японии, находящийся в префектуре Миядзаки. Площадь города составляет 294,98 км², население — 19 265 человек (1 августа 2014), плотность населения — 65,31 чел./км².

## Географическое положение
Город расположен на острове Кюсю в префектуре Миядзаки региона Кюсю. С ним граничат города Нитинан, Мияконодзё, Сибуси.

## Население
Население города составляет 19 265 человек (1 августа 2014), а плотность — 65,31 чел./км². Изменение численности населения с 1980 по 2005 годы:
| 1980 | 29 420 чел. |  |
| 1985 | 28 328 чел. |  |
| 1990 | 26 734 чел. |  |
| 1995 | 25 243 чел. |  |
| 2000 | 23 647 чел. |  |
| 2005 | 22 118 чел. |  |

## Символика
Деревом города считается саговник поникающий, цветком — канна, птицей — Zosterops japonicus.